# Pleurosorus papaverifolius
Pleurosorus papaverifolius là một loài dương xỉ trong họ Aspleniaceae. Loài này được Kunze Fée mô tả khoa học đầu tiên.